# Plesiophantes
Plesiophantes Heimer, 1981 è un genere di ragni appartenente alla famiglia Linyphiidae.

## Distribuzione
Le tre specie oggi note di questo genere sono state reperite in Russia, Georgia e Turchia.

## Tassonomia
Considerato un sinonimo anteriore di Turinyphia van Helsdingen, 1982, da uno studio dell'aracnologo Wunderlich (1992a); sinonimia non più convalidata da un successivo lavoro dello stesso Wunderlich (1995b).
Dal 2011 non sono stati esaminati esemplari di questo genere.
A dicembre 2012, si compone di tre specie:
- Plesiophantes joosti Heimer, 1981[3] — Russia, Georgia, Turchia
- Plesiophantes simplex Tanasevitch, 1987 — Georgia
- Plesiophantes tanasevitchi Wunderlich, 2011 — Russia